# Audrey Tcheuméo
Audrey Tcheuméo (Bondy, 20 aprile 1990) è una judoka francese.

## Palmarès
- Olimpiadi

Londra 2012: bronzo nei 78 kg.
Rio de Janeiro 2016: argento nei 78 kg.
- Mondiali

Parigi 2011: oro nei 78 kg.
Rio de Janeiro 2013: bronzo nei 78 kg.
Čeljabinsk 2014: argento nei 78 kg.
Baku 2018: argento nella gara a squadre.
- Europei

Istanbul 2011: oro nei 78 kg.
Čeljabinsk 2012: argento nei 78 kg.
Budapest 2013: bronzo nella gara a squadre.
Montpellier 2014: oro nei 78 kg.
Montpellier 2014: oro nella gara a squadre.
Kazan 2016: oro nei 78 kg.
Varsavia 2017: oro nei 78 kg.

### Vittorie nel circuito IJF
| Data             | Località   | Paese               | Categoria  |
| ---------------- | ---------- | ------------------- | ---------- |
| 9 maggio 2010    | Tunisi     | Tunisia             | Gran Prix  |
| 13 dicembre 2010 | Tokyo      | Germania            | Gran Slam  |
| 6 febbraio 2011  | Parigi     | Francia             | Gran Slam  |
| 16 giugno 2013   | Miami      | Stati Uniti         | Gran Prix  |
| 13 novembre 2013 | Abu Dhabi  | Emirati Arabi Uniti | Gran Prix  |
| 29 novembre 2013 | Jeju       | Corea del Sud       | Gran Prix  |
| 18 ottobre 2015  | Parigi     | Francia             | Gran Slam  |
| 28 novembre 2015 | Jeju       | Corea del Sud       | Gran Prix  |
| 21 febbraio 2015 | Düsseldorf | Germania            | Grand Prix |
| 12 febbraio 2017 | Parigi     | Francia             | Gran Slam  |
| 11 febbraio 2018 | Parigi     | Francia             | Grand Slam |
| 1 aprile 2018    | Tbilisi    | Georgia             | Gran Prix  |